# SimScale
SimScale — программный пакет, предназначенный для инженерного анализа и симуляции физических процессов (Computer-aided engineering), и основанный на облачных вычислениях.
Платформа SimScale разработана немецкой компанией SimScale GmbH и поддерживает расчётные методы, включая метод конечных элементов (МКЭ), вычислительную гидродинамику и термодинамику. Платформа основана на программном обеспечении с открытым исходным кодом, в том числе:
- решателях методом конечных элементов Code Aster и CalculiX
- решателе в вычислительной гидродинамике OpenFOAM

Онлайн-платформа SimScale позволяет моделирование и симуляцию нескольких процессов одновременно и дает инженерам возможность тестировать большее количество вариантов дизайна и быстрее находить оптимальный, по сравнению с традиционными локальными системами.

## История компании
SimScale GmbH основана в 2012 году пятью выпускниками Мюнхенского технического университета (нем. Technische Universität München, TU München, TUM) David Heiny, Vincenz Dölle, Alexander Fischer, Johannes Probst и Anatol Dammer с целью создать облачную (англ. cloud-based) CAE-систему для массового рынка, и предоставить альтернативу традиционным локальным системам. После фазы бета-тестирования платформа SimScale была запущена во второй половине 2013 года.
В 2015 году SimScale и Onshape объявили о новом партнерстве, запустив приложение, позволяющее пользователям экспортировать свои 3D-модели (CAD) из Onshape и загружать их в SimScale для анализа и оптимизации.
2 декабря 2015 года, в рамках инициативы демократизации CAE-системы и расширения базы пользователей платформы, был запущен Community Plan, дающий бесплатный доступ ко всем средствам численного моделирования и анализа, предлагаемых SimScale.
В 2016 году SimScale и Autodesk объявили о начале сотрудничества, разработав приложение, позволяющее пользователям Fusion 360 загружать свои 3D-модели напрямую в платформу SimScale. Также в 2016 году была запущена Академия SimScale, новая образовательная платформа с онлайн курсами по инженерному анализу и расчётам.
В сентябре 2017 года число пользователей платформы SimScale достигло 100 000.

## Типы инженерных расчетов
Платформа SimScale предоставляет средства для решения и визуализации различных инженерных задач. Ниже приведены примеры из библиотеки проектов SimScale.

### Метод конечных элементов (МКЭ)
Анализ на основе метода конечных элементов (МКЭ) использует открытый исходный код решателей Code_Aster и CalculiX. Эти программные пакеты позволяют решать линейные и нелинейные статические/динамические задачи механики твёрдого тела. Они используются для моделирования таких физических процессов, как усталость материала, разрушение твердых тел, механика контактного взаимодействия, пористый материал и т. д.
| Линейный статический анализ | Нелинейный статический анализ      | Линейный динамический анализ | Нелинейный динамический анализ |
| --------------------------- | ---------------------------------- | ---------------------------- | ------------------------------ |
|                             | Nonlinear Static Analysis Snap Fit | Mobile Phone Drop Test       |                                |
| Многотельные системы        | Гармонический анализ               | Модальный анализ             | Модели материалов              |
|                             |                                    |                              |                                |

### Вычислительная гидродинамика
Для выполнения расчётов движения жидкостей и газов платформа SimScale использует программу OpenFOAM. В платформу SimScale интегрированы следующие типы анализа.
| Ламинарное течение | Турбулентное течение          | Несжимаемый поток                     | Сжимаемый поток           |
| ------------------ | ----------------------------- | ------------------------------------- | ------------------------- |
|                    |                               |                                       |                           |
| Многофазный поток  | Пассивный скалярный транспорт | Взаимодействие потока с твердым телом | Продвинутое моделирование |
|                    |                               |                                       | Centrifugal Pump with MRF |

### Термодинамика
Термодинамический модуль SimScale использует OpenFOAM для задач с твердым телом и задач, где присутствует тепловое взаимодействие между жидкостью и твердым телом. Для термоструктурного анализа SimScale использует Code_Aster и CalculiX. В настоящее время SimScale допускает моделирование теплопроводности, конвекции, теплового излучения, теплоотдачи и т. д. Типы анализа, которые можно моделировать с помощью SimScale, включают:
| Термомеханический анализ                | Конвекция                              | Теплопроводность                  | Сопряженная теплопередача        |
| --------------------------------------- | -------------------------------------- | --------------------------------- | -------------------------------- |
| Thermal — Structural Analysis of a Pipe | SimScale Thermal Analysis — Convection | SimScale Conduction heat transfer | SimScale Radiation heat transfer |

## Формат файлов
SimScale позволяет импортировать геометрию в форматах STEP, IGES, BREP, Rhinoceros 3D, Autodesk Inventor, SolidWorks, Parasolid, ACIS и STL; сетки в форматах OpenFOAM, UNV, EGC, MED, CGNS. Кроме того, геометрию можно напрямую импортировать со своей платформы САПР (CAD) партнера Onshape.
Приложение SimScale для Autodesk Fusion 360, позволяет также напрямую импортировать модели из Autodesk Fusion 360 в SimScale.

## Промышленные применения
Программное обеспечение для инженерного анализа платформы SimScale находит применение в самых разных отраслях — таких как отопление, вентиляция и кондиционирование (ОВК), ветроэнергетика, автомобилестроение, аэрокосмическая промышленность, электроника, промышленное оборудование и техника, радиаторы, потребительские товары, биомеханика и т. д. Формы применения очень разнообразны. Японская компания Tokyowheel, которая разрабатывает гоночные колеса из углеродного волокна для велосипедистов, использовала SimScale для определения самого аэродинамического профиля колеса. Carlsson Autotechnik оптимизировал аэродинамику своего автомобиля. Компания Malaika, специализирующаяся на проектировании и производстве автомобильных сидений, использовала симулятор SimScale FEA для дизайна безопасных автомобильных сидений для детей.

## Сообщество пользователей SimScale
SimScale Community Plan был запущен 2 декабря 2015 года, на основе нового инвестиционного раунда под руководством Union Square Ventures (USV). Community Plan является бесплатным и включает в себя 3000 часов вычислений и 500 ГБ памяти в год для любого зарегистрированного пользователя. Моделирование / проекты, созданные пользователем, зарегистрированным в рамках «Community Plan», доступны для всех других пользователей в библиотеке проектов SimScale Архивная копия от 23 сентября 2017 на Wayback Machine. Любой зарегистрированный пользователь может использовать эти проекты в качестве шаблона.

## Образовательная программа SimScale
SimScale также организовала несколько бесплатных вебинаров в рамках своей образовательной программы, чтобы сделать технологии моделирования более популярными среди любителей и дизайнеров. Веб-семинары, организованные SimScale, включают:
- Мастер-класс по Вычислительной Гидродинамике[37]
- Мастер-класс по Методу конечных элементов (МКЭ)[38]
- Вебинар по термическому анализу[39]
- Вебинар по дизайну 3D-принтера[40]
- Вебинар по аэродинамике Формулы 1[41]
- Моделирование в биомедицинской инженерии[42]
- Вычислительная Гидродинамика в соревнованиях Formula Student и Formula SAE[43]

Кроме того, в 2016 году SimScale запустила свою Академическую Программу Архивная копия от 25 июня 2017 на Wayback Machine, чтобы развивать отношения со школами, университетами и исследователями. В рамках программы SimScale предлагает студентам бесплатную подписку на Профессиональный план и спонсирует студенческие команды, участвующие в таких соревнованиях, как Formula SAE / Formula Student, SpaceX Hyperloop Pod Design и т. д.